# Libério Rodrigues Moreira
Libério Rodrigues Moreira (Lagoa Santa, 30 de junho de 1884 – Divinópolis, 21 de dezembro de 1980) foi um padre católico brasileiro. Em março de 2024, foi declarado venerável pelo Papa Francisco.

## Biografia
Os seus pais eram de origem humilde e tiveram sete filhos, criados com dificuldades. Desde criança, Libério tinha que ajudar o pai guiando bois. Em 1902 a família mudou-se para Mateus Leme, onde Libério trabalhou como servente de pedreiro. Com vinte e dois anos de idade, ingressou no seminário em Mariana, vindo a ser ordenado em 20 de março de 1916 pelo arcebispo Dom Silvério Gomes Pimenta.
Tendo falecido em Divinópolis, no dia 21 de dezembro de 1980, o seu túmulo encontra-se na cidade de Leandro Ferreira, na Igreja Matriz de São Sebastião. Nesta cidade foi instalado um pequeno museu que conta parte de sua história. Por sua vida piedosa e por alguns milagres que lhe são atribuídos, é considerando popularmente como santo na região Centro-Oeste de Minas Gerais. Embora não estando canonizado, a sua sepultura é local de romaria e peregrinações. Recentemente tem sido organizado eventos visando angariar fundos para custear o processo de canonização do religioso.
A data de nascimento do religioso é recordada, anualmente, com um feriado municipal, e diversas atividades. Em 12 de março de 2016, o então bispo da Diocese de Divinópolis presidiu a missa em Leandro Ferreira, dando andamento ao processo de beatificação de Padre Libério, com presença de milhares de pessoas.
No dia 15 de março de 2024, a Congregação para a Causa dos Santos emitiu um decreto reconhecendo que Padre Libério foi em vida praticante das virtudes heroicas.